# Solpuga alstoni
Espèce
Solpuga alstoni est une espèce de solifuges de la famille des Solpugidae.

## Distribution
Cette espèce est endémique d'Afrique du Sud.

## Description
Le mâle holotype mesure 24,5 mm.

## Étymologie
Cette espèce est nommée en l'honneur d'Edward Garwood Alston.

## Publication originale
- Purcell, 1902 : On some South African Arachnida belonging to the orders Scorpiones, Pedipalpi, and Solifugae. Annals of the South African Museum, vol. 2, p. 137–225 (texte intégral).